# Cefisòdot (orador)
Cefisòdot (en llatí Cefisodotos, en grec antic Κηφισόδοτος "Kephisódotos") fou un general i orador atenenc, enviat amb Càl·lies III, Autocles i altres a negociar la pau amb Esparta l'any 371 aC, segons diu Xenofont.
El 369 aC quan els ambaixadors espartans van anar a Atenes i van proposar l'acord per la confederació o aliança d'estats, el consell atenenc va proposar que les forces de terra confederals estarien sota comandament d'Esparta i la marina sota el d'Atenes, però Cefisòdot va parlar en contra d'aquest acord al·legant que mentre molts atenencs haurien de servir sota comandament espartà, a la marina els espartans que hi servien eren tots ilotes. Així que es va decidir finalment que el comandament de mar i terra seria completament per cada estat a mar i terra, alternativament durant cinc anys cadascun.
El 359 aC fou enviat amb un esquadró a l'Hel·lespont on els atenencs esperaven que l'aventurer d'Eubea, Caridem, virtual regent del Quersonès Traci, que era amic de Cefisòdot, acompliria la seva promesa de sotmetre Tràcia a Atenes, però Caridem a l'hora de la veritat va dirigir les seves armes contra el seu amic Cefisòdot, el qual estava assetjant Alopeconnès, una ciutat del sud-est del Quersonès on s'havien refugiat un grup de pirates, ciutat que Caridem va tractar d'alliberar.
Amb forces molt igualades els dos homes van acordar una treva i encara que la ciutat d'Alopeconnès va ser entregada a Atenes, les condicions eren tan desavantatjoses que Cefisòdot fou cridat a Atenes, destituït, i portat a judici. Es va escapar a la sentència de mort per només tres vots i va haver de pagar una multa de cinc talents.
Segurament fou el mateix Cefisòdot que el 355 aC es va unir a Aristòfon i altres per defensar la llei de Leptines d'Atenes contra Demòstenes, i que era considerat un gran orador. Aristòtil parla d'ell quan diu que el 347 aC es va oposar a Cares (Chares) quan aquest va haver de sofrir la seva εὐθύνη (rendició de comptes) després de la guerra d'Olint.